# 沙咪利幹
沙咪利幹（Samirikan），是台灣卑南族射馬干部落神話中的一名女性，因為和鹿之間的禁忌戀情而自殺身亡。

## 身世
沙咪利幹是射馬干部落始祖杜姑（Tuku）的後代，為部落第四代頭目拉瓦拉威（Rawarawai）的女兒，傳說她長得相當美麗。

## 神話

### 背景
射馬干部落的始祖杜姑在丈夫去世後，率領族人遷至沙利呀利樣（Sariarian，位於台東縣卑南鄉加大奈山西方），當地有許多鹿，因此農作物也經常被偷吃，讓族人相當困擾。

### 相戀
後來某一天，沙咪利幹前往田裡工作的時候，遇到了一隻公鹿，公鹿雄壯威武的樣子讓她相當傾心，而對方也把一串琉璃珠掛在角上送給她（求婚的含義），私定終生的雙方在那之後經常找機會在田裡幽會。，也有說法認為雖然沙咪利幹興高采烈地把事情告訴父母，但父母不以為意

### 獵捕
後來由於農田再度受到破壞，部落族人因此在田的四周布下埋伏要射殺鹿群，沙咪利幹害怕公鹿被殺死而不敢去和牠見面，但不知情的公鹿還是前往田裡，就這樣被族人給射死了，有說法認為射殺公鹿的人就是其父親拉瓦拉威。

### 自殺
得知公鹿死訊後，沙咪利幹為此感到相當痛心，便聲稱自己想要好好看清楚鹿的樣子，要求父親把鹿頭放在家門口、自己則爬上屋頂朝著鹿角一躍而下，讓鹿角刺穿自己來自殺，後來家人在幫她整理遺物的時候發現了公鹿送給她的琉璃珠，才知道他們之間的戀情。

## 其他

### 儀式
過去射馬干部落舉辦祭典時，祭司會以將琉璃珠放在剖半的檳榔中作為與祖靈溝通的媒介，其中檳榔就是象徵沙咪利幹，琉璃珠則是公鹿。

### 紀念
2000年，在射馬干部落的木雕村計劃中，族人便特別在活動中心前，設置一座沙咪利幹與神鹿的雕像。

### 類似傳承
除了射馬干部落之外，知本部落或其他族群如排灣族、阿美族等，也有類似的人鹿戀神話。